# Ung Pirat
Ung Pirat är Piratpartiets ungdomsförbund, grundat i december 2006.
Ung Pirat ställer sig bakom moderpartiets frihetliga politik, och kan utöver det utveckla sin egen politik genom förbundskongresser som äger rum en gång per år. Förbundet Ung Pirat är en ideell organisation där förbundets huvudsakliga verksamhet sker i lokalavdelningarna. Förbunds- och distriktsnivån arbetar med att underlätta denna verksamhet.
I januari 2012 hade Ung Pirat 2088 medlemmar [källa behövs]. Enligt Ungdomsstyrelsens officiella uppgifter för 2011 hade Ung Pirat 18 662 medlemmar och var således större än alla andra politiska ungdomsförbund i Sverige tillsammans, detta då mätningen utgår från föregående års medlemssiffror.

## Metod
Förbundet drivs på ideell basis av aktiva inom Ung Pirat. Det är en uttalad målsättning att involvera andra organisationer i så många delar som möjligt av projekt och verksamhet för att på så sätt få ett kunskaps- och idéutbyte som kan leda till ett breddat perspektiv på hur en ideell organisation kan drivas. Idén att unga lär unga är den pedagogiska bas som förbundet vilar på och målsättningen är att medlemmarnas olika kunskaper och infallsvinklar skall tas vara på i så stor utsträckning som möjligt.

## Organisation

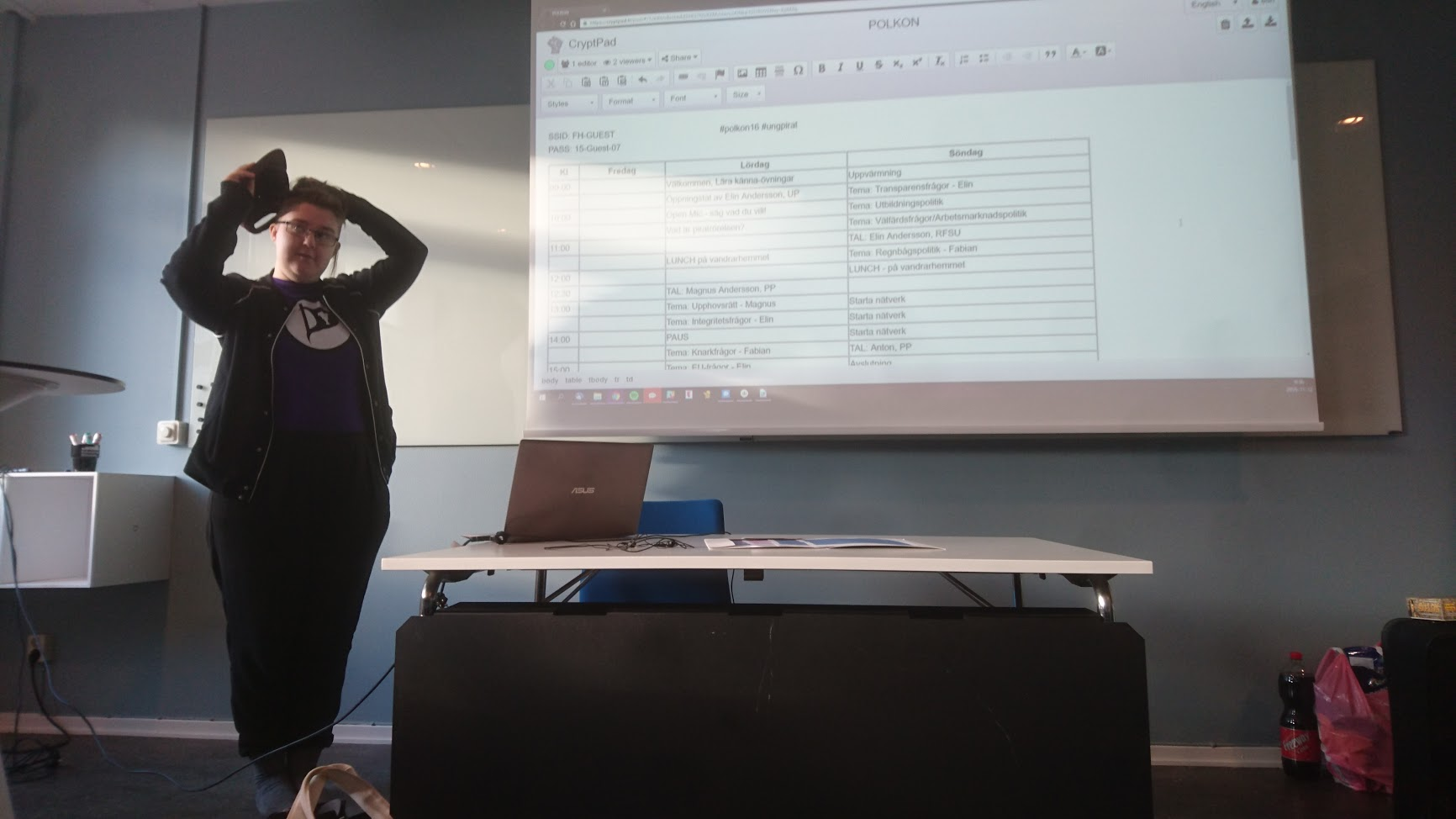
Elin Andersson, Ung Pirats förbundsordförande, talar inför den politiska konferensen Polkon i november 2016.

### Styrelse
Ung Pirats styrelse valdes på förbundets kongress 10-12 november 2023. Styrelsen består av förbundsordförande, förbundssekreterare och nio ordinarie ledamöter.
Förbundsordförande Gabriel Karlsson
Förbundssekreterare Victor Andersson
Ordinarie ledamöter är:
- Kevin Larsson Stenberg
- Manuel Farias Lastra
- Chaspian Stoltz Johannesson
- Piotr Jan Nosko
- Olivia Björner

### Förbundsordförande
- Hugi Ásgeirsson  2006-2007
- Stefan Flod  2007-2011
- Gustav Nipe 2011-2015
- Elin Andersson 2015-2017
- Anastasia Storm 2018-2019
- Morgan Landström 2019-2020
- Jakob Sinclair 2020-2023
- Gabriel Karlsson 2024–

### Förbundssekreterare
- Mattias Bjärnemalm  2006-2009
- Tobias Björkgren 2009-2010
- Nils Agnesson 2010-2012
- Mikael Holm 2012-2015
- Erik Einarsson 2015-2017
- Timmy Larsson 2017-2018
- Magnus Hulterström 2018-2020
- Martin Sjöberg 2020-2022
- Christian Elia 2023
- Victor Andersson 2024–